# Murberget

Murberget är en stadsdel i Härnösand. 
Stadsdelen ligger på sydsluttningen av berget med samma namn. Där finns bland annat bostadsområdet Murbergsstaden, Härnösands folkhögskola och Ängekyrkan från 1972, som tillhör Equmeniakyrkan.
Längst upp i området ligger Västernorrlands länsmuseum, kallat Västernorrlands museum.